# أندريا هيراتا
أندريا هيراتا (بالإندونيسية: Andrea Hirata) (24 أكتوبر 1967، بليتونغ في إندونيسيا)؛ روائي إندونيسي.

## روابط خارجية
- أندريا هيراتا على موقع IMDb (الإنجليزية)